# Narrominded
Narrominded is een Nederlands onafhankelijk platenlabel dat experimentele elektronica- en rockmuziek uitgeeft, in uiteenlopende genres als IDM, ambient, electro, elektroakoestische muziek, noise rock, post punk en new wave. Ook het soort gegevensdrager waarop de muziek verschijnt varieert: er verscheen al werk op cd, cd-r, lp, vinyl single (muziek) en als gratis mp3-uitgave. Het label werd in 2000 opgericht door Lars Meijer en Coen Polack om een platform te bieden aan de muzikale uitgaven van hun eigen project Psychon Troopers. De naam komt voort uit het tape-label Narrow-Minded dat Meijer in de jaren 90 had. Bekende artiesten waarvan het label werk uitbracht zijn onder andere Living Ornaments, Gone Bald, Kettel, Hydrus, Cor Fuhler en Mats Gustafsson.

## Catalogus
- NM001 Psychon Troopers - Animals Rise (cd-r)
- NM002 Psychon Troopers - Atomic Museum (cd-r)
- NM003 Psychon Troopers - The Building Playground (cd-r)
- NM004 Psychon Troopers - Music From The Film 'Morning Became Eclectic' (cd-r)
- NM005 Larz - Waving With Newtons (cd)
- NM006 SGP - Trapped Till Eleven / The Elite (7")
- NM007 Larz - Moral Sewer (lp + 7")
- NM008 Psychon Troopers - 5.1 (cd-r)
- NM009 Psychon Troopers - 5.2 (cd-r)
- NM010 Diverse Artiesten - We're Running Out Of West (lp + cd-r) (2)
- NM011 Living Ornaments / Accelera Deck - Split lp Series #1 (lp)
- NM012 Hydrus / Kettel - Split lp Series #2 (lp)
- NM013 Psychon - Apocalypse Has Been Dubbed The Weekend Pill (cd)
- NM014 Gone Bald - Exotic Klaustrofobia (cd)
- NM015 Petrified Host - As When Lighted (cd)
- NM016 Makazoruki - Makazoruki (cd)
- NM017 Living Ornaments - Vlokken (cd)
- NM018 Quarles Van Ufford - Aurakramp (cd)
- NM019 Hydrus - Postcards (mp3)
- NM020 Pfaff - How To Explain De Flipstand To A Friend (mp3)
- NM021 Boutros Bubba - Hearing Voicst In A Beer Commercial Makes Me Wanna Get Drunk (mp3)
- NM022 Living Ornaments - Klonten (mp3)
- NM023 Diverse Artiesten - Retro Retry Sonic Youth - EVOL (cd), verschenen bij That Dam! Magazine
- NM024 Larz – Hoofddorp (mp3)
- NM025 Hydrus – Interleaves (mp3 / cd, dvd)
- NM026 Gone Bald - 100 Ways To Become Cool (Boek, dvd, cd)
- NM027 Boutros Bubba - How I Wrote The Star Spangled Banner (7")
- NM028 Makazoruki – Analogue Breakfast (ep, cd)
- NM029 Coen Oscar Polack – Psychic Investigations (mp3 / cd)
- NM030 Cor Fuhler / Mats Gustafsson - Split lp Series #3 (lp)
- NM031 Coen Oscar Polack & Herman Wilken - The Language of Mountains Is Rain (mp3 / cd)
- NM032 Psychon - Slow Country for Old Men (mp3 / cd)
- NM033 Spoelstra - I Got Issues the Shape of Italy (10" Lathe cut)
- NM034 Boutros Bubba - National Anthems (cd)
- NM035 Living Ornaments - Korrels (mp3 / cd)
- NM036 Coen Oscar Polack - Geluiden uit De Blauwe Kamer (mp3 / cd)
- NM037 Coen Oscar Polack - The Skipping Monk (mp3 / cd)
- NM038 Het Fukking Licht - Kutplaneet (cd-r / mp3)
- NM039 Garçon Taupe / Legowelt - Split lp Series #4 (lp)
- NM040 Memory of a Free Festival - Een Narrominded Compilatie (mp3), verschenen bij Gonzo (circus)
- NM041 Retro Retry 2: Another Another Green World (cd)
- NM042 Fine China Superbone - Make-machine (cd)
- NM043 Katadreuffe - Quel Gargantua! (mp3 / cd)
- NM044 Puin+Hoop + Herman Wilken + Coen Oscar Polack - De Objectieve Lach (cd)
- NM045 Hunter Complex - Here Is the Night ep (cd / mp3)
- NM046 Puin + Hoop - Door (cd / mp3)
- NM047 Hunter Complex - Hunter Complex (cd)
- NM048 Coen Oscar Polack - Spectral Churches (cd)
- NM049 Spoelstra - The Almighty Internet (cd)
- NM050 Spoelstra - Go Tell Them That It Is Christmas (mp3)
- NM051 Kruno Jošt | Gijs Borstlap - Quasi Quasi (cd)
- NM052 Katadreuffe - Cut-Up Comfort (mp3)
- NM053 Hydrus - Nodes (cd)
- NM054 Spoelstra - Pallets (cassette + boek)
- NM055 Gone Bald - Waiting It Out (cd)
- NM056 Matto Frank - China (cd)
- NM057 Boutros Bubba - Ridiculous Wrists (cd)
- NM058 Katadreuffe - Period  (cd)
- NM059 Peal - III (cd)
- NM060 Rooie Waas - Het Is Maar Een Constatering (cd)
- NM061 Machinist - Convergence (cd)
- NM062 Boutros Bubba - Band Fight (digital)
- NM063 Hunter Complex - Heat (lp)
- NM064 Coen Oscar Polack & Herman Wilken - Fathomless (lp)
- NM065 Puin + Hoop - Er zit een Gat in de Soep (cd / mp3)